# Lithobius evae
Lithobius evae är en mångfotingart som beskrevs av Dobroruka 1957. Lithobius evae ingår i släktet Lithobius och familjen stenkrypare.
Artens utbredningsområde är Tjeckien. Inga underarter finns listade i Catalogue of Life.